# Archimede Seguso
Archimede Seguso (Murano, 17 dicembre 1909 – Murano, 6 settembre 1999) è stato un imprenditore e mastro vetraio italiano.

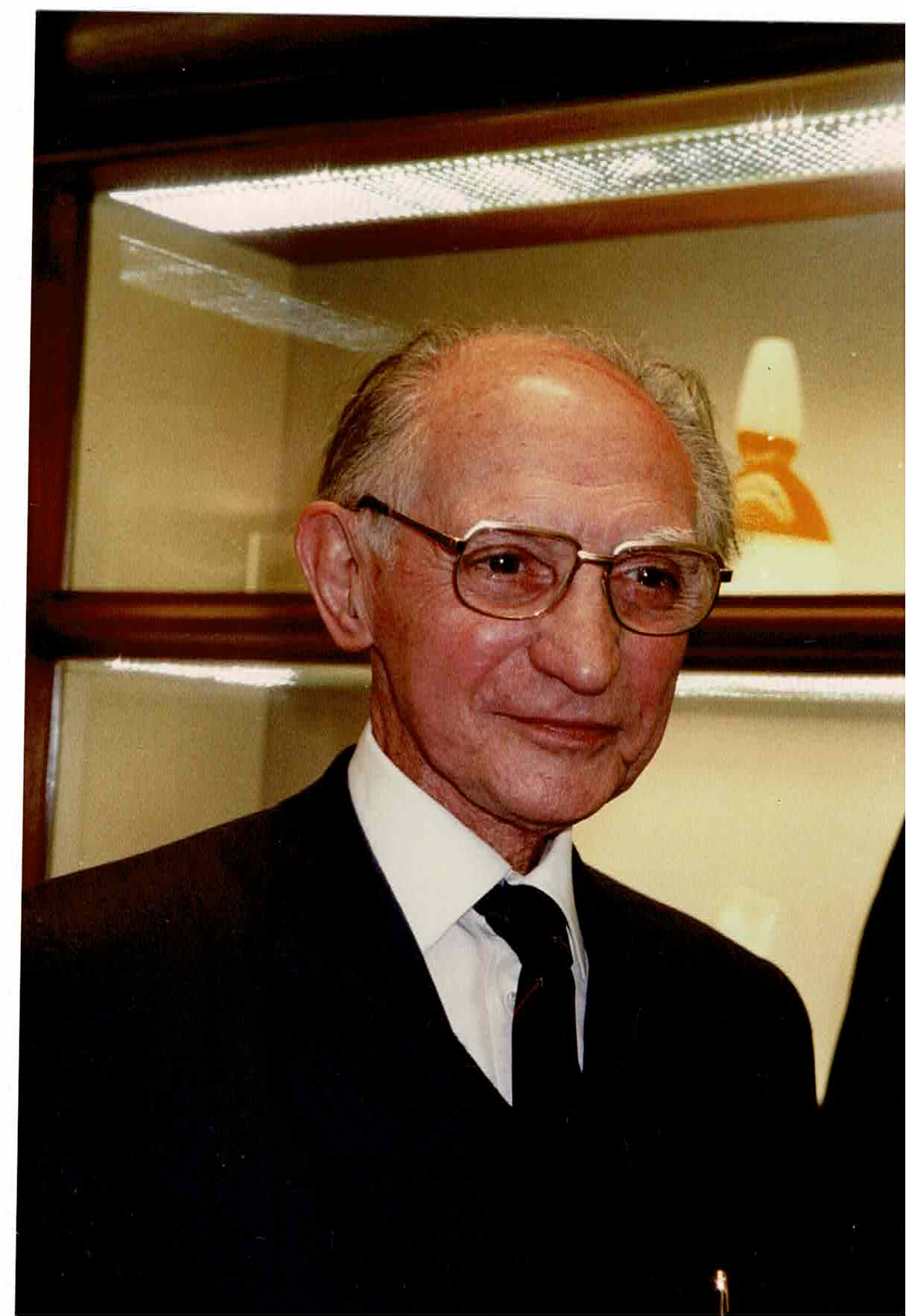
Archimede Seguso - New York 1989

Considerato "un'enciclopedia vivente del vetro" (così è definito da Giuseppe Cappa, nel libro “Le Genie Verrier de L’Europe”, pagg. 471, 510, e 511), è stato uno dei più noti vetrai Veneziani, distinguendosi nella lavorazione del vetro pesante (a massello).

## Biografia
Iniziò subito a lavorare diventando maestro già a 17 anni nella fornace dove il padre era socio, fino alla crisi del 1929. Quindi, fondò la sua officina che divenne la Vetreria di famiglia e che si trasformò in Soffieria Barovier Seguso & Ferro e quindi nel 1933 in Seguso Vetri d'Arte, azienda che segna lo sviluppo del vetro nei decenni seguenti. Collaborò con rilevante importanza col direttore artistico e designer Flavio Poli.
Con questa vetreria di famiglia Archimede Seguso si separò nel 1944, fondando la sua Vetreria Artistica Archimede Seguso. Qui riuscì a spaziare riutilizzando tecniche antiche di soffiatura e traghettò la filigrana settecentesca rielaborandola ed inventando famose''Filigrane'' quali ''Merletti'', ''Piume'' etc, oltre a sperimentare altre tecniche con una tavolozza di colori variatissima. Sperimentò e realizzò vetri di grande personalità dai colori sovrapposti e con forti contrasti cromatici nella tecnica del ''Sommerso''..
Scomparso nel 1999 lascia numerose sue opere, oltre ad un segno indelebile della sua creatività, in molti musei d'arte contemporanea di tutto il mondo.
Espose le proprie opere alle Biennali di Venezia, alle Triennali di Milano, Liegi e a moltissime altre mostre.
Nel 1982 partecipa alla mostra dei Mille anni del vetro a Venezia a Palazzo Grassi e al Museo Correr, con più sculture.
Nel 1989 gli viene dedicata una mostra personale a New York presso Tiffany & Co. Nel 1991, il Comune di Venezia ospita a Palazzo Ducale «I Vetri di Archimede Seguso», unico maestro vivente fino ad allora, ad avere una mostra personale nel Palazzo Ducale di Venezia.
Mostre e Partecipazioni alle Biennale d'arte di Venezia:
- XX Biennale di Venezia (1936) - Vaso a forma di boccia bullicante
- VI Triennale di Milano (1937)
- XXI Biennale di Venezia(1938) -  Scultura in vetro acidato "Ippopotamo"
- XXV Biennale di Venezia (1950) - Nudo iridescente in cristallo sommerso.
- IX Triennale di Milano (1951)-  La Dormiente XXVI Biennale di Venezia (1952) Gruppo di opere in "Merletto"; gruppo di opere in "fantasia a nastro".
- XXVII Biennale di Venezia(1954) - Gruppo di opere "Festoni" ; gruppo di opere ''Spiraline''; gruppo di opere "Composizioni lattimo".
- XII Triennale di Milano (1954)
- Forme Nuove in Italia (1954) - Dusseldorf
- Mostra Internazionale, United Nations Appeal for Children (1955) - Firenze
- XXVIII Biennale di Venezia(1956) - Gruppo di Opere "Piume"
- Verres Murano (1956) - Parigi
- Italian Contemporary Handicrafts presso la st. Anthony's Hall (1956) - Dublino
- XXIX Biennale di Venezia(1958) - Gruppo di opere "Fantasia bianco e nere"; tre lampade multicolori; coppe stratificate in vetro alabastro.
- Venedig Zeigt Glas Aus Murano (1958) - Vienna
- Forme e colori d'Italia (1958) - Amsterdam
- Ausstellung der dekorativen kunst in Venetien (1959) - Wurzburg, Kassel, Dortmund, Francoforte sul Meno, Koln
- XXX Biennale di Venezia (1960) - Gruppo di opere "Blu".
- Vetri di Murano 1860 - 1960 (1960) - Verona
- Vitros de Murano (1961) - Lisbona
- XXXI Biennale (1962) - Gruppo di opere "Fili continui".
- Mostra oggetto regalo (1962) - Firenze
- Mostra del vetro di Murano (1963) -  Venezia
- Kunstglas aus Murano (1963) -  Berlino
- XXXII Biennale di Venezia(1964) - Gruppo di opere "Aleanti".
- XXXIII Biennale di Venezia(1966) - Gruppo di opere "Colori sovrapposti"; scultura policroma "Il gioco" con Luigi Rincicotti presentata sopra la piscina del Padiglione Venezia.
- The National Museum of Arts (1966) - Kyoto
- Esposizione del Presepe Opalino e Oro nella Chiesa di Santo Stefano (1966) -  Venezia
- Stadhalle, kusta aus Murano (1966), Brema Alte Und Moderne Glaskunst aus Murano (1967)- Stoccarda
- Forma e Colori del vetro in Italia attraverso il tempo (1967) - Reggio Calabria
- XXXIV Biennale di Venezia(1968) - Gruppo di Opere "Filigrana stellata"; gruppo opere "a fili cipolla"
- XXXII Mostra Nazionale dell'Artigianato (1968) - Firenze
- XXXVI Biennale di Venezia(1972) - Gruppo di opere in "Optical Art"; gruppo di opere ''Spinati''; vasi ''a petali''.
- Vetri di Murano del 900 (1977) - Venezia
- Vetri Murano Oggi (1981) - Milano
- Venezianisches Glas 19.Bis 20. (1981) -  Berlino
- Mille anni del Vetro (1982) -Palazzo Grassi e Museo Correr, Venezia
- Mostra del Vetro Italiano 1920 - 1940 (1984) -  Torino
- Sculptures Contemporaines en cristal et en verre d'Europe Occidentale (1986) - Liegi, Gruppo di Opere: Millenovecentottantasei, Germoglio, L'immagine, Doppia Eclissi.
- Glas in Murano Avui (1988), Barcellona
- La Verrierie Europeenne des Anees 50 (1988) - Marsiglia
- Venetianks Glaskunst 1400- 1989 (1989) - Oslo
- Murano Glass 1945 -1970 (1989) - Anversa
- Sculptures Contemporaines en cristal et en verre D'Europe Occidentale (1989), Liegi, Gruppo di Opere: Austonauta, Lassù, Profili.
- Il Maestro dei Maestri (1989) - New York Europacado (1989), Bruxelles
- Glaskunst in Murano (1990) - Monaco di Baviera
- Archimede Seguso (1990) - Otaru
- Vetri di Archimede Seguso (1991), Venezia - Palazzo Ducale
- Sculptures Contemporaines en cristal et en verre D'Europe Occidentale (1991) - Liegi , Gruppo di opere: La mia Europa, Incertezza
- Salice e Fuoco. L'arte del Vetro nel XIX e XX Secolo (1993) - Venezia
- Alfredo Barbini e Archimede Seguso, due grandi Maestri del Vetro (1993) - Firenze
- Verrerries Venitiennes (1994) - Carcassonne Archimede Seguso Maitre Verrier a Murano (1995) - Lione
- Archimede Seguso Verres 1950 al 1960 (1995) - Roanne
- I sommersi di Archimede Seguso, 1955 - 1995. Quarant'anni di forme e colori (1995) - Venezia
- Casa dei Carraresi (1995) - Treviso
- Le Uova di Archimede Seguso (1995) - Forlì
- I Vetri di Archimede Seguso dal 1950 al1959 (1995) - Forlì
- Preziosi Vetri di Murano (1995) - Comacchio
- Le Rotture (1995) - (Venezia)
- Le Rotture. Segni Del Tempo (1995) – Parigi
- 100 vetri di Archimede Seguso dal 1937 al 1996, (1996) – Venezia
- Il Gioco Di Archimede Seguso (1996) – Forlì
- Il bestiario di Archimede Seguso (1996) – Venezia
- Archimede Seguso sculptures – VERRES (1996) – Montreux
- Mostra D’arte E Antiquariato (1996) – Bolzano
- I verdi serenella 18. musica, colore, forma(1996) – Venezia
- The Secret of Murano (1997) – l’Aia Olanda
- Omaggio a Ferruccio Gard e Archimede Seguso (1997) – Padova
- In Diretta Dal Big Bang. I Quadri-Scultura In Vetro Di Archimede Seguso E Ferruccio Gard (1997) – Venezia
- I quadri-scultura in vetro di Archimede Seguso e Ferruccio Gard (1997) – Forlì
- Vetri e Bicchieri di Archimede Seguso (1997) – Bardolino
- Rotture. Segni del tempo (1997) – Treviso
- Retrospettiva sul Design Italiano nel campo dell’illuminazione (1998)– Milano
- Museo Archeologico (1998) – Milano
- L’Elogio dell’acciuga (1998)– Canelli
- Archimede Seguso (1999) – Lione
- Magiche Trasparenze. I Vetri dell’antica Albingaunum (1999) – Genova
- Immagini Vecchie e Nuove del Carnevale(1999) – Venezia
- Archimede Seguso E Ferruccio Gard. Incontro Tra Vetro E Pittura (1999) – Venezia
- Galleria Homer 939 Madison Ave (1999) – New York
- Vetro e Vetri. Preziose Iridescenze in Provincia di Pavia. I Vetri Romani di Archimede Seguso di Murano (2001) – Casteggio
- Venezia e L’oriente. Vetri Artistici di Archimede Seguso (2001)– Treviso
- I Vetri di Archimede Seguso (2002)– Padova
- L’arte del saper fare bene Italiano (2009) – Monza
- L’arte del saper fare bene Italiano  (2009)– L’Aquila
- Regioni e Testimonianze D’italia. Percorso dell’arte attraverso le sue regioni (2001)– Roma
- Archimede Seguso. Maître Verrier de Murano (2012) – Sainte – Maxime
- Fragile. Murano, Chefs-D’œuvre de Verre de la Renaissance Au XXI Siècle (2013) – Parigi
- Cristo Deposto (2013) – Museo di San Marco, Venezia